# Кліщіївка
Кліщі́ївка (до 15 серпня 1945 року — Карлівка) — село Бахмутської міської громади Бахмутського району Донецької області України. Станом на  24 квітня 2025 року повністю знищене під час російсько-української війни.

## Назва
На деяких картографічних джерелах помилково позначене як Клищі́ївка. Стара назва села Карлівка, нова назва з'явилася у 1945 році.

## Історія та сучасність
В 1841 році збудований Покровський храм. День села — 14 жовтня.
У селі діяв водозабір, який постачав воду у Бахмут і селище Опитне, соціальний центр, фельдшерсько-акушерський пункт (ФАП), бібліотека, клуб і магазини.

### Російсько-українська війна
29 червня 2015 року на блокпосту поблизу Кліщіївки смертельно поранений в шию старший солдат батальйону «Чернігів-1» Дмитро Пономаренко.
Бої з біля Кліщіївки почалися з листопада 2022 року, після захоплення російськими військами сусіднього села Андріївки, і були частиною серії боїв навколо міста Бахмут. У січні 2023 року Кліщіївка була тимчасово окупована ПВК «Вагнер». 6 лютого російські окупаційні війська обстріляли Кліщіївку та ще понад 30 населених пунктів напрямку.
Влітку 2023 року ЗСУ почали відбивати Кліщіївку, про яку командир розвідувальної роти 57-ої бригади ЗСУ Денис Ярославський сказав:
|  | Кліщіївка — це стратегічна висота. З Кліщіївки Бахмут видно як долоні |

5 липня 2023 року ЗСУ почали вибивати окупантів з гори біля Кліщіївки. 20 липня 2023 ЗСУ вийшли на околиці села. 3 вересня частина Кліщіївки опинилась під контролем ЗСУ, частина в «сірій зоні», частина під контролем ЗСРФ.
17 вересня 2023 року силами штурмового загону «Цунамі» та ДПОП ОШБ «Лють» спільно з 80-ою ОДШБр та 5-ою ОШБр Кліщіївка була повернута під контроль України.
15 листопада 2024 року Кліщіївка була потворно окупована російськими військами.

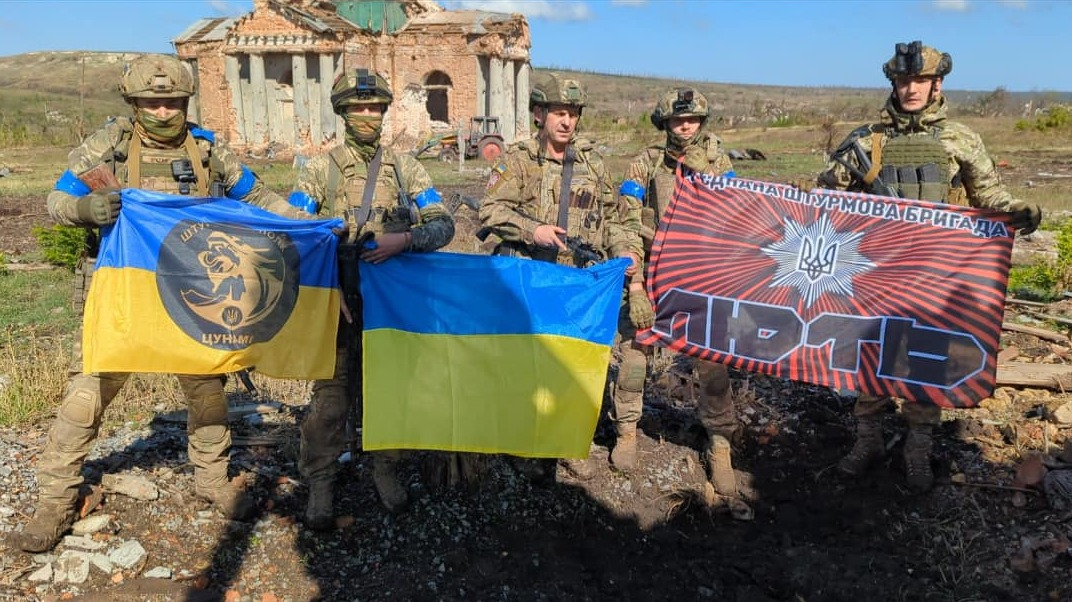
Бійці бригади «Лють» у звільненій Кліщіївці
- Кліщіївка (17 вересня 2023)
- Кліщіївка (жовтень 2023)

## Населення
За даними перепису 2001 року населення села становило 512 осіб, з них 84,96 % зазначили рідною українську мову, 14,65 % — російську, а 0,39 % — іншу.

## Пам'ятки
На території села є декілька пам'яток археології місцевого значення (стоянки неоліту, кургани доби бронзи, а також печера на північно-західній околиці). Також є пам'ятка історії — братська могила радянських воїнів Південного і Південно-Західного фронтів (охоронний номер 817), які загинули під час Донбаської операції 1943 року.

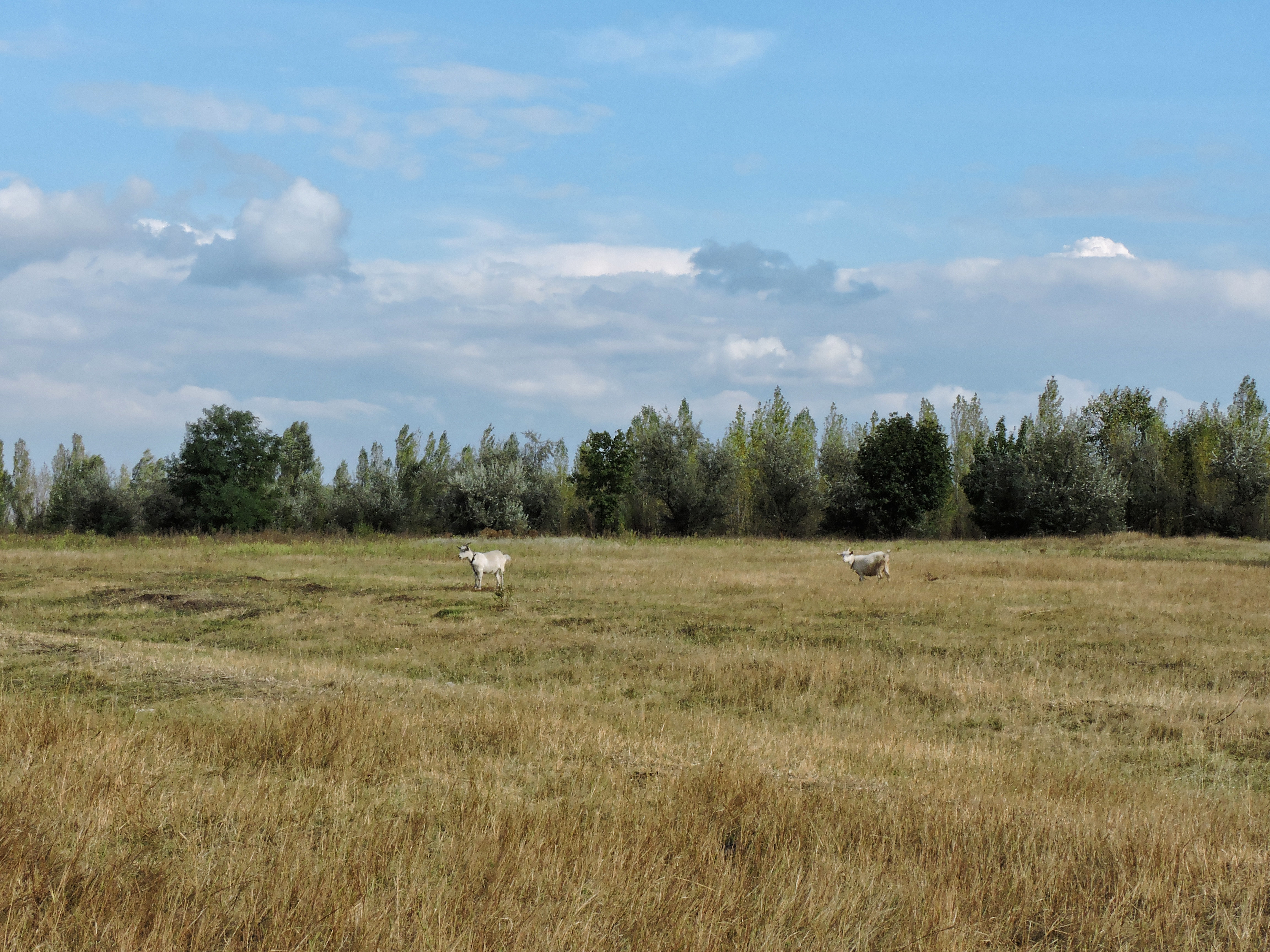
Поселення Кліщіївка-19 (вересень 2018)
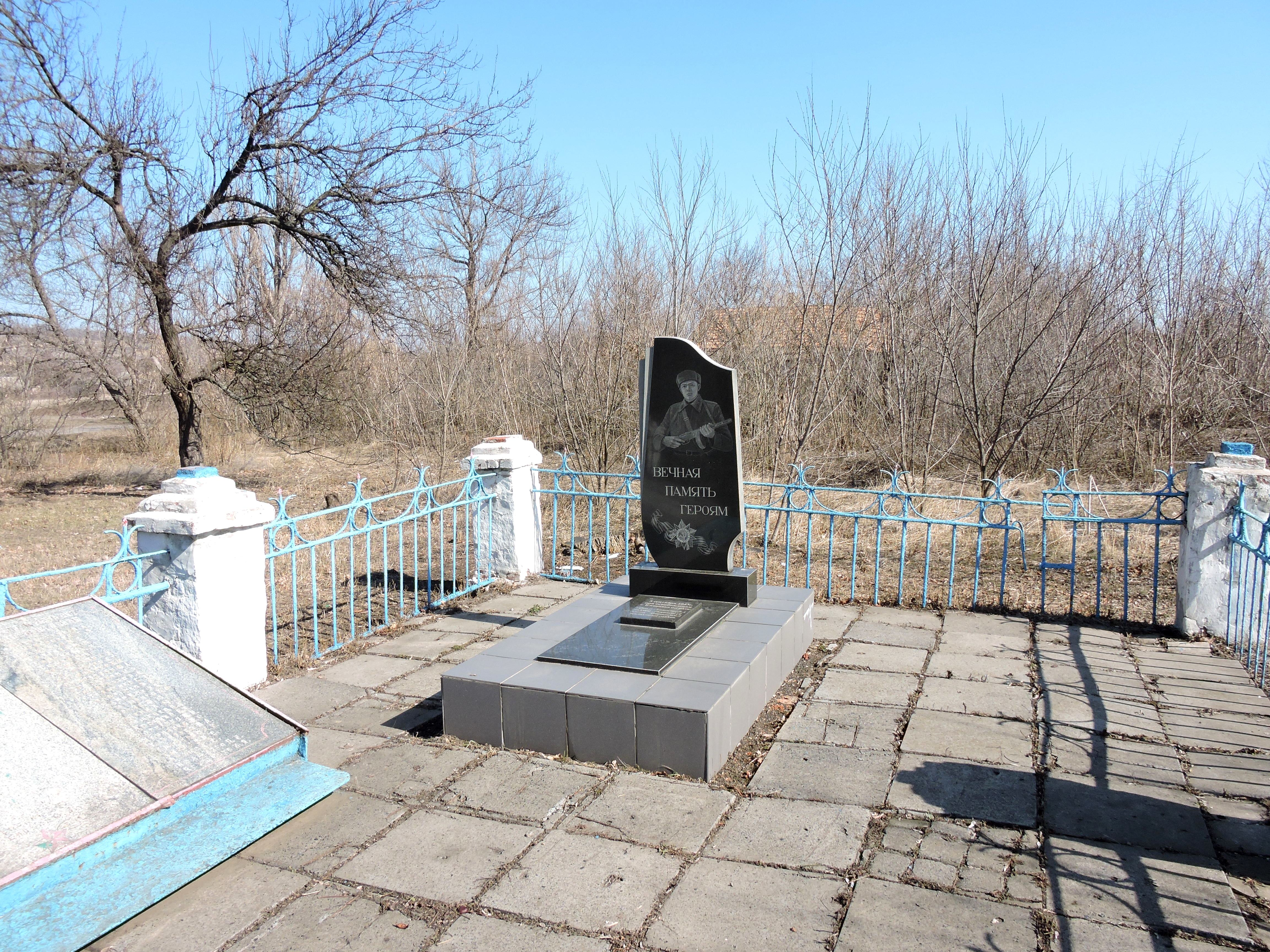
Братська могила (квітень 2021)
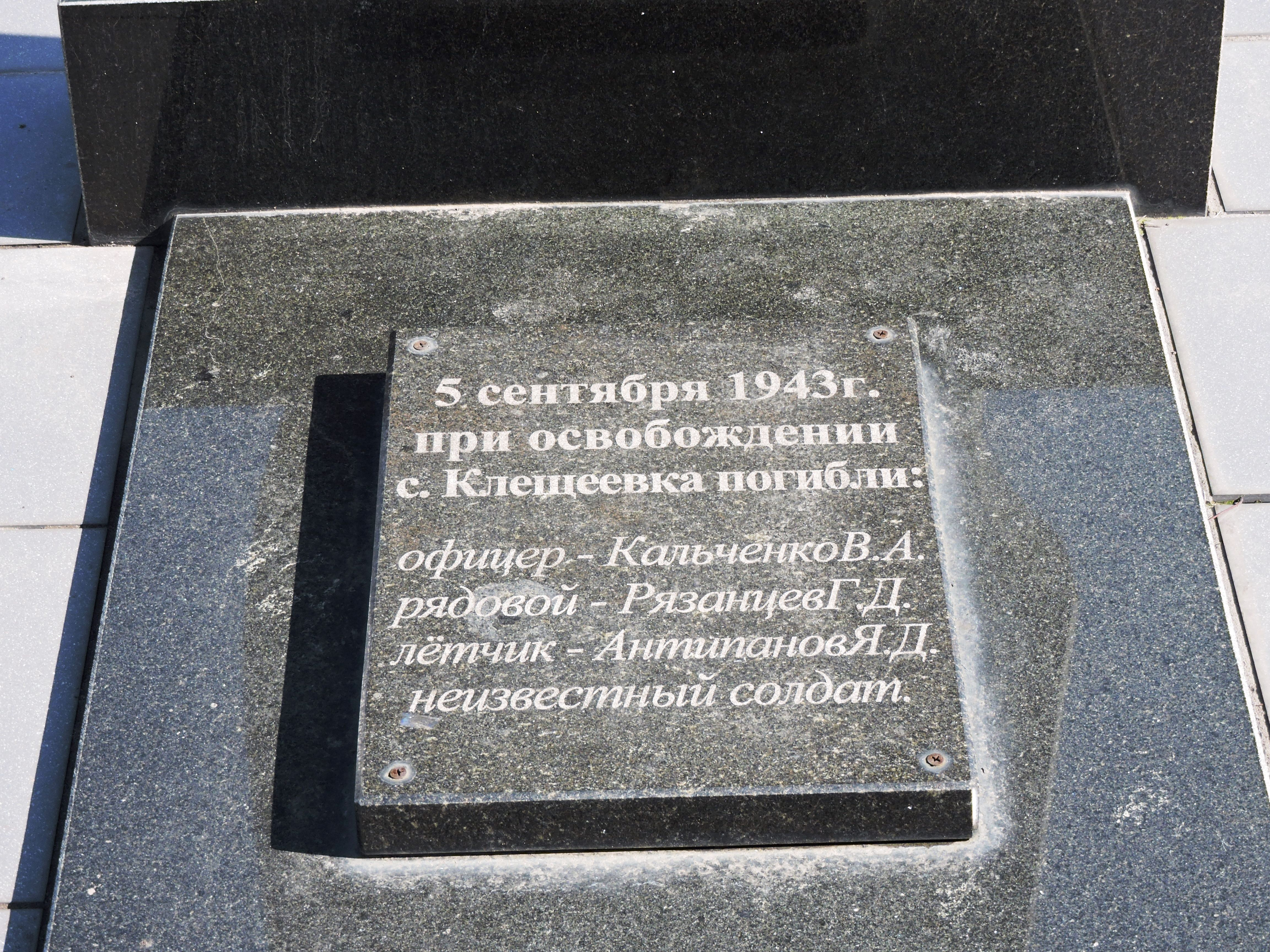
Надпис на могилі (квітень 2021)